# Episodi di A casa di Fran (prima stagione)
| nº | Titolo originale     | Titolo italiano         | Prima TV USA   | Prima TV Italia  |
| -- | -------------------- | ----------------------- | -------------- | ---------------- |
| 1  | The Pilot            | Il fidanzato di mamma   | 8 aprile 2005  | 4 febbraio 2006  |
| 2  | Riley's Parent's     | Ti presento i miei      | 8 aprile 2005  | 4 febbraio 2006  |
| 3  | The Ex Factor        | Il fattore ex           | 15 aprile 2005 | 11 febbraio 2006 |
| 4  | The Reunion          | Gli amici di Riley      | 22 aprile 2005 | 18 febbraio 2006 |
| 5  | Oh, Baby             | Voglia di paternità     | 29 aprile 2005 | 25 febbraio 2006 |
| 6  | Who's the Parent?    | Gelosie                 | 6 maggio 2005  | 4 marzo 2006     |
| 7  | Carriage Ride        | Regali di San Valentino | 13 maggio 2005 | 11 marzo 2006    |
| 8  | Riley's Ex           | L'ex di Riley           | inedito        | 18 marzo 2006    |
| 9  | Josh Works for Riley | Assunto e licenziato    | inedito        | 1º aprile 2006   |
| 10 | School Ties          | Striptease              | inedito        | 8 aprile 2006    |
| 11 | Girl Talk            | Chiacchiere e litigi    | inedito        | 8 aprile 2006    |
| 12 | Plastered            | In nome dell'arte       | inedito        | 6 maggio 2006    |
| 13 | The Concert          | Il concerto             | inedito        | 27 maggio 2006   |

## Il fidanzato di mamma
- Titolo originale: Pilot
- Diretto da:
- Scritto da:

### Trama
Cacciato dalla facolta di medicina, Josh torna a casa di sua madre Fran. La donna ora convive con Riley, un uomo poco più grande del figlio.

## Ti presento i miei
- Titolo originale: Riley's Parent's
- Diretto da:
- Scritto da:

### Trama
I genitori di Riley sono in città e vogliono fare una sorpresa al figlio. Si accordano quindi con Fran per una cena.

## Il fattore ex
- Titolo originale: The Ex Factor
- Diretto da:
- Scritto da:

### Trama
Fran riceve con scarso entusiasmo la visita del suo ex marito. Quest'ultimo, tuttavia, sembra conquistare persino Riley.

## Gli amici di Riley
- Titolo originale: The Reunion
- Diretto da:
- Scritto da:

### Trama
Riley chiede a Fran di accompagnarlo alla riunione degli ex compagni di liceo. Lei accetta, anche se teme i commenti degli amici del fidanzato.

## Voglia di paternità
- Titolo originale: Oh, Baby
- Diretto da:
- Scritto da:

### Trama
Riley desidera avere un figlio da Fran; lei, dapprima restia ad impegnarsi nuovamente in una nuova maternità, finisce per accettare l'idea.

## Gelosie
- Titolo originale: Who's the Parent?
- Diretto da:
- Scritto da:

### Trama
Josh è sconcertato dalla disinvoltura con cui sua sorella Allison tratta i ragazzi e dagli abiti che la giovane indossa. Ma Fran è determinata a dare fiducia alla figlia.

## Regali di San Valentino
- Titolo originale: Carriage Ride
- Diretto da:
- Scritto da:

### Trama
Riley fa una sorpresa a Fran per il giorno di San Valentino. Josh, intanto, vuole scaricare Lilly, ma non sa come fare.

## L'ex di Riley
- Titolo originale: Riley's Ex
- Diretto da:
- Scritto da:

### Trama
Josh conosce Heather, una ragazza che, in passato, è stata fidanzata con Riley. Fran teme che Heather stia usando Josh per riprendersi Riley.

## Assunto e licenziato
- Titolo originale: Josh Works for Riley
- Diretto da:
- Scritto da:

### Trama
Josh, spinto da Fran, accetta di lavorare per Riley nel cantiere, per dimostrare di esserne in grado, ma si rivela totalmente negato. Riley chiede a Fran di comunicargli il licenziamento.

## Striptease
- Titolo originale: School Ties
- Diretto da:
- Scritto da:

### Trama
È l'anniversario di Riley e Fran e Riley regala alla sua amata un girevole per le scarpe e così Fran prende lezioni di striptease ma mentre Fran si esibisce Josh rientra a casa a li inizierá a mettersi male

## Chiacchiere e litigi
- Titolo originale: Girl Talk
- Diretto da:
- Scritto da:

### Trama
Dopo un litigio con Riley, arrabbiato perché Fran racconta la loro vita amorosa, Fran scopre che il ragazzo ha ancora il suo vecchio appartamento, in cui si rifugia in segreto.

## In nome dell'arte
- Titolo originale: Plastered
- Diretto da:
- Scritto da:

### Trama
Fran accetta di posare nuda per una scultrice solo perché Riley glielo proibisce.

## Il concerto
- Titolo originale: The Concert
- Diretto da:
- Scritto da:

### Trama
Fran, per stare più con Riley, va con lui e Josh ad un concerto di una rock band che non le piace. Qui sorprende Allison, andataci di nascosto, e provocherà lo scioglimento della band.